# Microhasarius pauperculus
Microhasarius pauperculus là một loài nhện trong họ Salticidae.
Loài này thuộc chi Microhasarius. Microhasarius pauperculus được Eugène Simon miêu tả năm 1902.